# Rito funerario de la religión romana

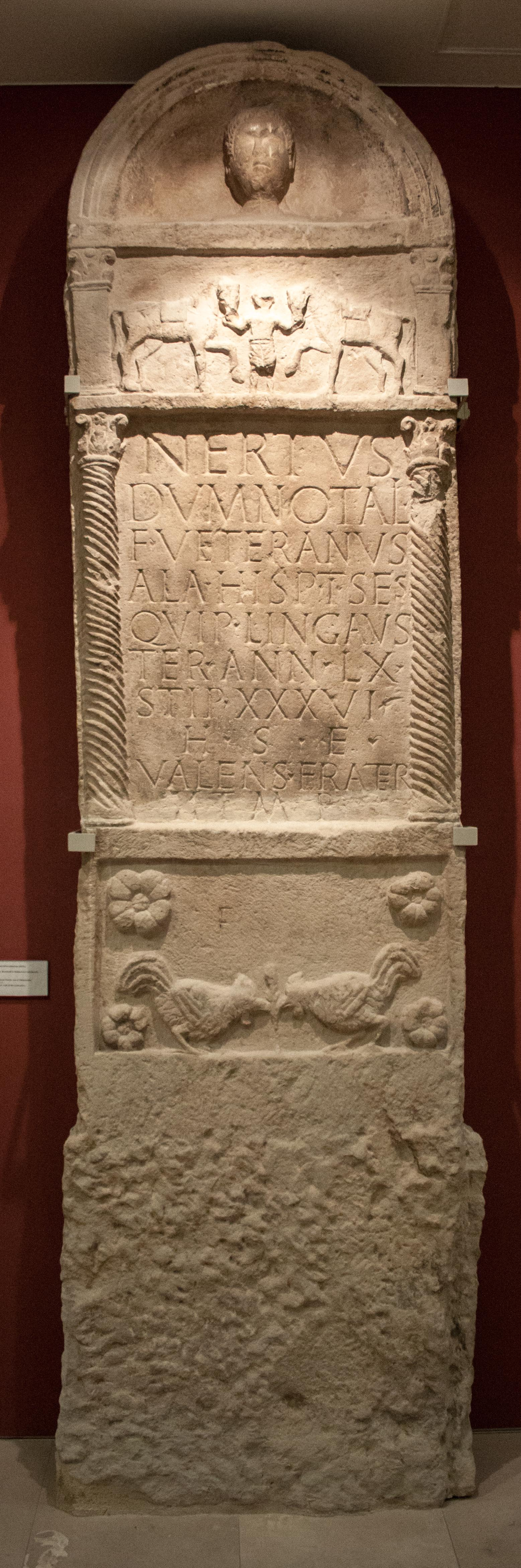
Estela funeraria de Nertus. Museo Nacional Húngaro en Budapest

El rito funerario de la religión romana es el conjunto de rituales religiosos que acompañan al entierro de los antiguos romanos. Formaban parte de la tradición («mos maiorum»), el código no escrito del que los romanos derivaban sus normas sociales.
Los cementerios romanos se encontraban fuera del límite sagrado de sus ciudades («pomerium»). Eran visitados regularmente con ofrendas de comida y vino, y celebraciones especiales durante las fiestas romanas en honor a los muertos. Los monumentos funerarios aparecen en todo el Imperio romano, y sus inscripciones son una importante fuente de información para la historia desconocida. Un sarcófago romano podría ser una obra de arte cuidadosamente elaborada, decorada con relieves de esculturas que representan una escena alegórica, mitológica, o histórica, o una escena de la vida cotidiana. Aunque los entierros eran una ocupación familiar, existían gremios o colegios que proporcionaban servicios funerarios para sus miembros.

## Cuidado de los muertos
El cuidado de los muertos reunió dos actitudes emocionalmente opuestas. En la antigüedad greco-romana, los cuerpos de los muertos eran considerados como contaminantes. Al mismo tiempo, el deber amoroso hacia los antepasados (pietas) era una parte fundamental de la cultura romana antigua.

### Normas legales
Después del final de la dominación etrusca, los legisladores romanos se volvieron muy estrictos con respecto a la ética de poner a los muertos a descansar. Un problema principal fue la legalidad y la moralidad de enterrar a los muertos dentro de los límites de la ciudad. Fue casi unánime al principio mover a los muertos fuera del pomerium para asegurar la separación de sus almas de los vivos, y muchos políticos se mantuvieron asertivos en aplicar la idea en el Imperio. Cicerón les recuerda a sus lectores la Ley de las Doce Tablas : «Un muerto no será sepultado ni quemado dentro de la ciudad». (De legibus, 2, 23:5) Tres siglos después,  Paulus escribe en su Sententiae «No se permite traer un cadáver a la ciudad en caso de que los lugares sagrados de la ciudad estén contaminados. Quien actúa en contra de estas restricciones es castigado con una severidad inusual. No se permite incinerar un cuerpo dentro de las paredes de la ciudad.» (1, 21: 2-3) Muchas ciudades y provincias romanas tenían reglas similares a menudo en sus estatutos, como la Lex Ursonensis.

### Preparación del cuerpo
Cuando una persona moría en su casa, los miembros de la familia y los amigos íntimos se reunían alrededor del lecho de muerte. De acuerdo con una creencia que equiparaba al alma con la respiración, el pariente más cercano sellaba el paso del espíritu del cuerpo con un último beso, y cerraba los ojos. Los familiares comenzaban las lamentaciones, llamando al difunto por su nombre. El cuerpo, después, era colocado en el suelo, lavado y ungido. La colocación del cuerpo en el suelo es una señal de imitación del ritual de nacimiento, cuando el niño era colocado en la tierra desnuda.  A los ciudadanos varones se les vestía con una toga y otros con atuendos apropiados para su estación en la vida. Los hombres que se habían ganado una corona llevaban una en la muerte, y coronas también se encuentran en entierros de iniciados en misteriosas religiones. Después de que el cuerpo estaba preparado, yacía en el atrio de la casa familiar (domus), con los pies apuntando hacia la puerta. Otras circunstancias se relacionaban con quienes vivían, como la mayoría de los romanos, en edificios de apartamentos (insulae), pero las prácticas de élite están mejor documentadas. Aunque el embalsamamiento era inusual y se consideraba principalmente como una práctica egipcia, se menciona en la literatura latina, con algunos ejemplos documentados por la arqueología en Roma y en todo el Imperio donde no se puede asumir ninguna influencia egipcia. Como los funerales de élite requerían arreglos complejos, el cuerpo tenía que ser preservado mientras tanto.

### Otras costumbres

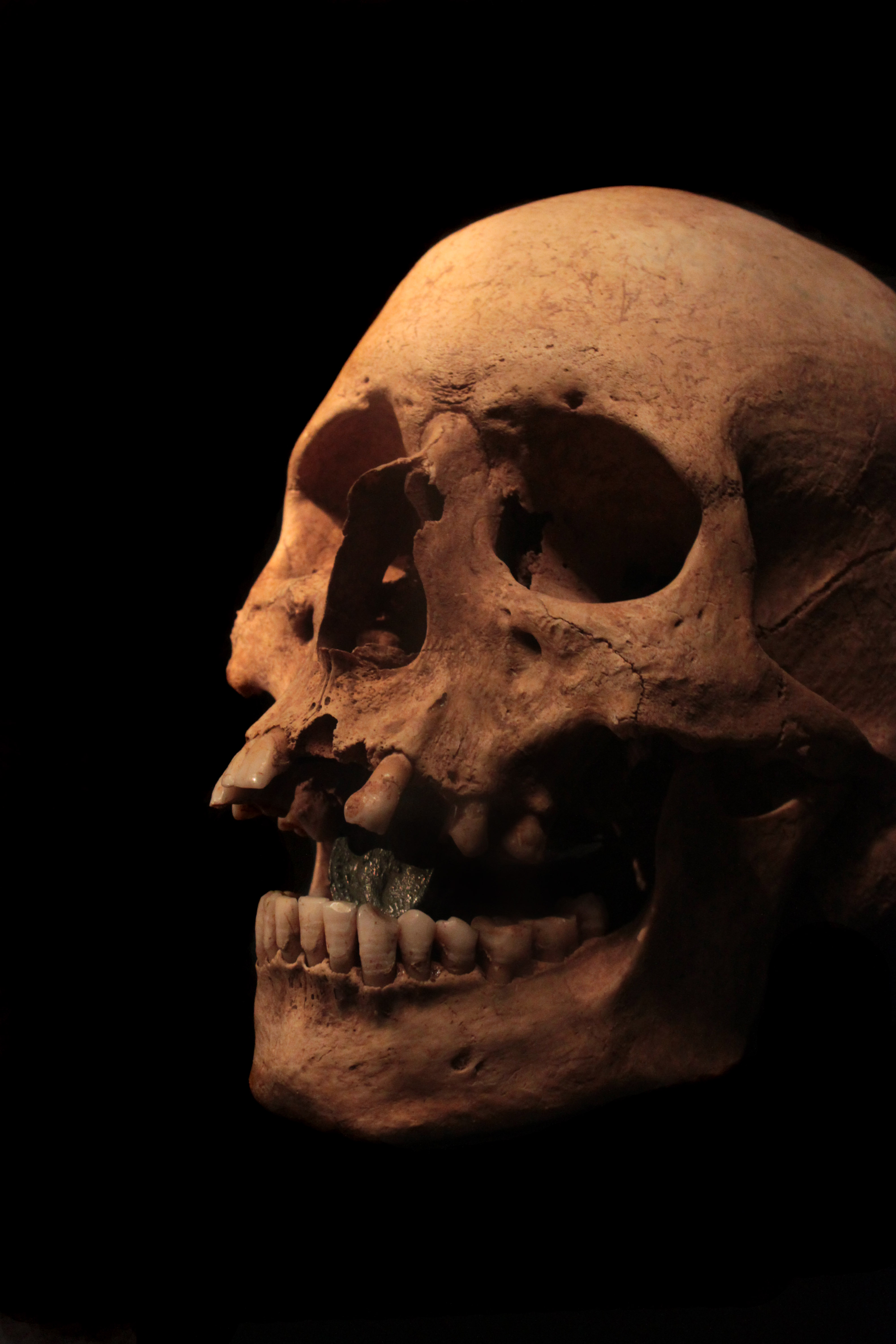
Cráneo romano con un óbolo en la boca (un dupondio de Antonino Pío).

El Óbolo de Caronte era una moneda colocada en o sobre la boca del difunto. La costumbre está registrada en fuentes literarias y atestiguada por la arqueología, y a veces ocurre en contextos que sugieren que pudo haber sido importada a Roma como lo fueron las religiones mistéricas que prometían el inicio de la salvación o el pasaje especial en la otra vida. La costumbre se explicaba por el mito de Caronte, el barquero que transportaba las almas de los recién muertos al otro lado del agua -un lago, río o pantano- que separaba el mundo de los vivos del inframundo. Los ejemplos arqueológicos de estas monedas, de varias denominaciones en la práctica, se han llamado «los objetos funerarios más famosos de la antigüedad». La moneda fue racionalizada como su pago; el satírico Luciano comenta que para evitar la muerte, uno simplemente no debe pagar la tarifa. Apuleyo en la historia de «Cupido y Psique» en Las metamorfosis, enmarcadas por la búsqueda de salvación de Lucio que termina con la iniciación en los misterios de Isis, Psique («Alma») lleva dos monedas en su viaje al inframundo, la segunda para permitir su vuelta o renacimiento simbólico. La evidencia del «óbolo de Caronte» aparece en todo el Imperio Romano de Occidente hasta bien entrada la era cristiana, pero en ningún momento y lugar fue practicado consistentemente y por todos. Luciano de Samosata satiriza el óbolo en su ensayo Sobre los funerales:

Las personas son absorbidas tan completamente por todo esto que cuando uno de los miembros de la familia muere, inmediatamente traen un óbolo y se lo ponen en la boca para pagarle al barquero por haberlo entregado, sin considerar qué tipo de moneda es habitual y corriente en el país y el mundo inferior y si es ateniense o es macedonio o es moneda de curso legal de Egina, ni tampoco que sería mucho mejor no pagar la tarifa, ya que en ese caso el barquero no los tomaría y serían escoltados a la vida otra vez.

### Enterramiento del cuerpo

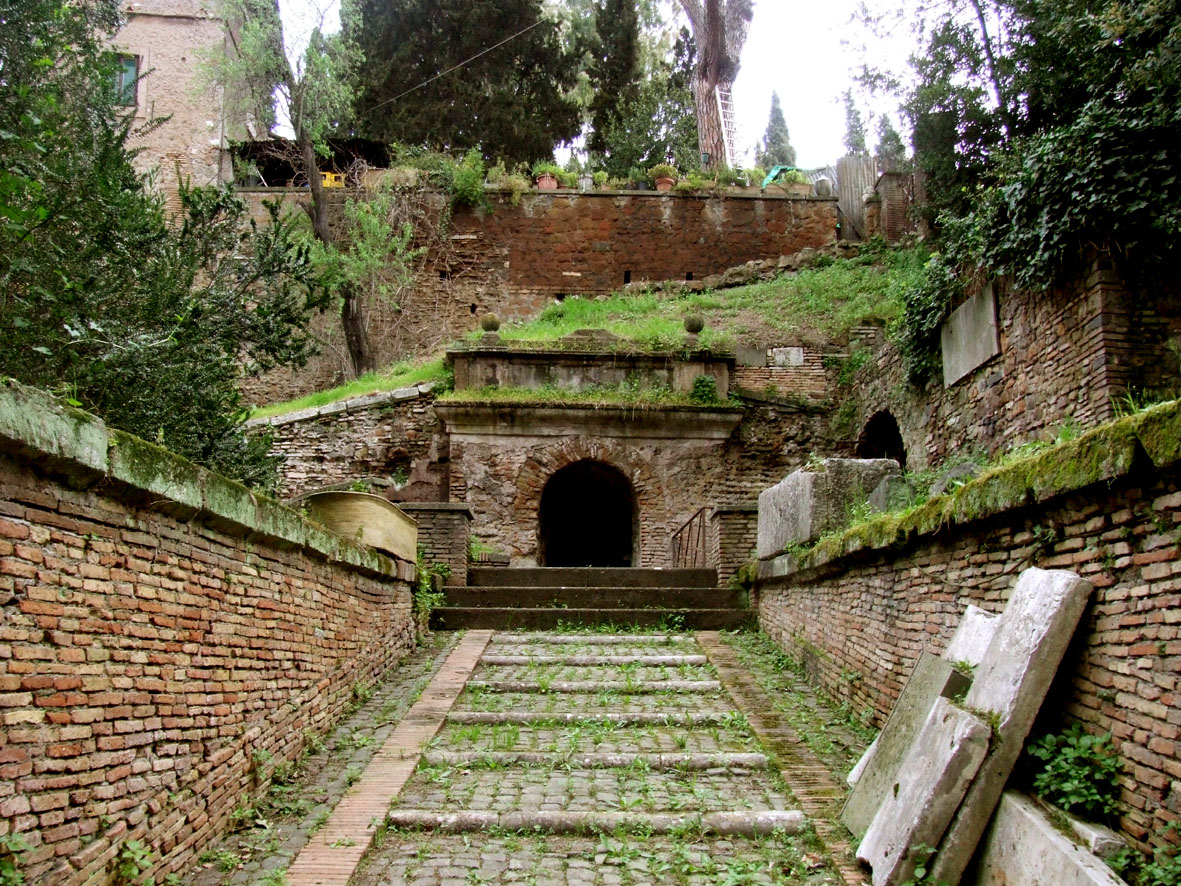
Tumba de los Escipiones, en uso desde el. hasta el siglo I

A pesar de que la inhumación se practicaba con regularidad en la Roma arcaica, la cremación era la práctica de enterramiento más común a finales de la República Romana y el Alto Imperio durante los siglos I y II. Las imágenes crematorias aparecen en la poesía latina sobre el tema de los muertos y el luto. En uno de los poemas latinos clásicos más famosos sobre duelo, Catulo escribe sobre su largo viaje para asistir a los ritos funerarios de su hermano, que murió en el extranjero, y expresa su dolor al dirigirse únicamente a las cenizas silenciosas. Cuando Propercio describe a su amante muerta, Cintia, que lo visita en un sueño, el vestido de la aparecida está quemado por el costado y el fuego de la pira ha corroído el anillo familiar que usa.
En el Bajo Imperio, la inhumación reemplazaría la cremación; una variedad de factores, incluyendo la disminución de los niveles de urbanización y los cambios en las actitudes hacia el más allá, contribuirían a este marcado cambio en las prácticas de entierro popular. El cuidado y el culto de los muertos no terminaba con el funeral y el período formal de luto, sino que se constituyó una obligación perpetua. Las libaciones fueron llevadas a la tumba, en rituales de cuidado de los muertos y algunas tumbas incluso estaban equipadas con «tubos de alimentación» a través de los cuales las ofrendas líquidas podían dirigirse a los muertos enterrados en el sepulcro. La libación era parte de los ritos funerarios romanos, y puede haber sido la única ofrenda de sacrificio en humildes funerales.

#### Arpagi
Los romanos se refirieron a los bebés que morían en la cuna como arpagi —arpagus en singular— para los que no se realizaban funerales. Sus cuerpos no eran cremados ni enterrados, y no se hicieron monumentos ni epitafios para ellos. Finalmente, los bebés que habían vivido 40 días o más y se le habían cortado las uñas antes de su muerte se distinguían de los arpagi, siendo referidos como rapti, y eran incinerados.

## Ritos funerarios

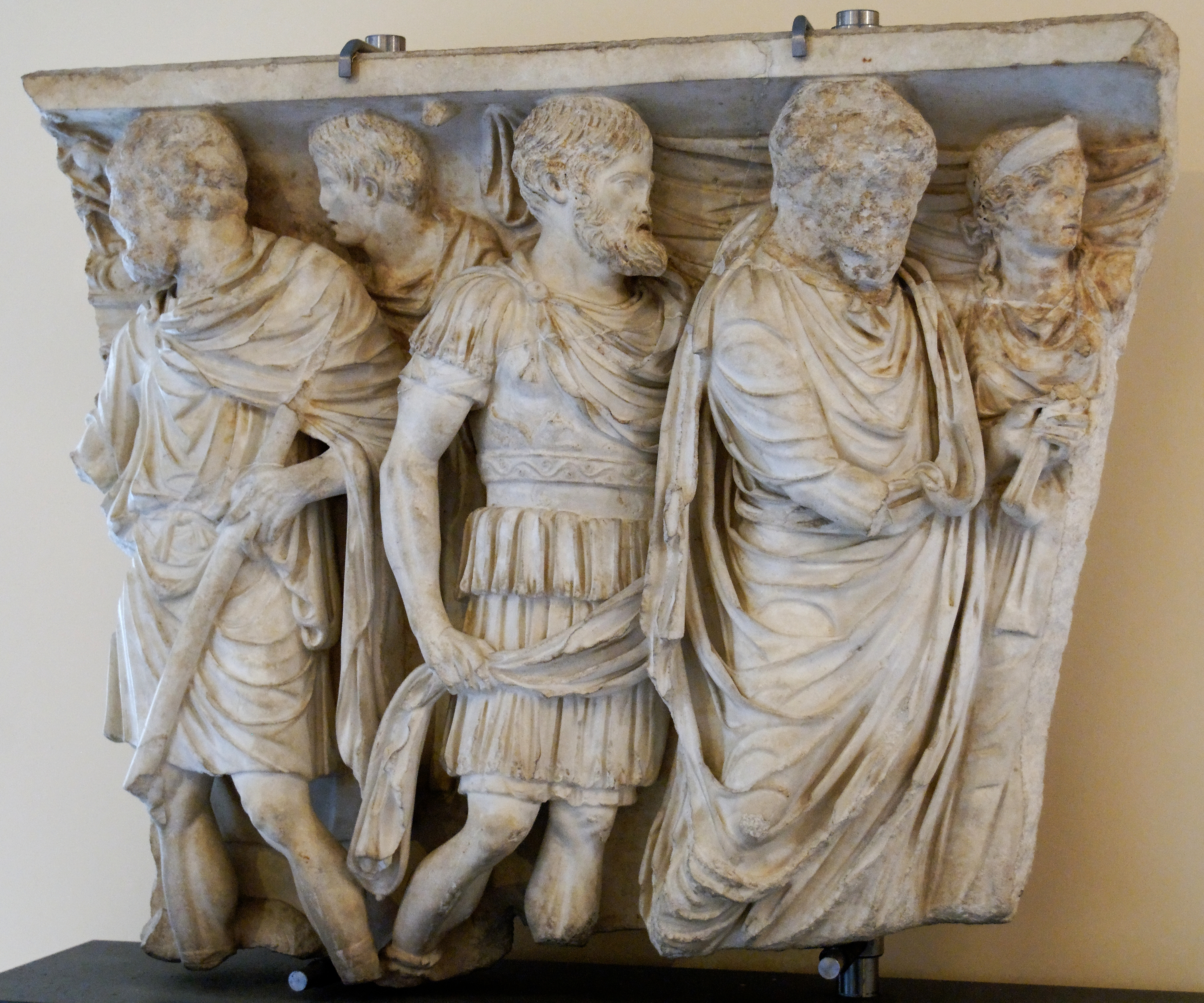
Fragmento de un relieve de un sarcófago que representa las etapas de la vida del difunto: iniciación religiosa, servicio militar y boda. Mediados del siglo II

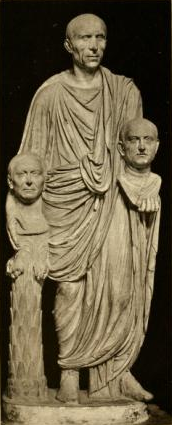
El llamado Togatus Barberini en los Museos Capitolinos puede representar a un senador sosteniendo dos retratos funerarios ancestrales

Los ritos funerarios se llevaban a cabo en el hogar y en el lugar del entierro, que estaba ubicado fuera de la ciudad para evitar la contaminación. La procesión fúnebre (pompa funebris) transitaba la distancia entre los dos.
Un gremio profesional llamado collegium de artistas especializados en música funeraria. Horacio menciona en los funerales la tuba y el cornu, dos instrumentos de bronce con forma de trompeta.

### Elogio
El elogio (laudatio funebris) era una oración formal o panegírico en alabanza a los muertos. Fue una de las dos formas de discurso en un funeral romano, la otra era el canto (nenia). La realización está asociada con familias nobles, y las convenciones de palabras pronunciadas en el funeral de una persona común no se registraban. Mientras que la oratoria fue practicada en Roma únicamente para hombres, una mujer de élite también podría ser honrada con un elogio. Para las personas de sociedad prominente, el cortejo fúnebre se detenía en el foro para la entrega pública del elogio en la rostra.
Por lo tanto, una oración fúnebre bien expresada podía ser una forma de que un joven político se haga público. «El elogio de la tía Julia» (Laudatio Juliae Amitae), un discurso del joven Julio César en honor a su tía, la viuda de Gayo Mario, le ayudó a lanzar su carrera política como populista. La introducción de esta laudatio funebris se reproduce en la obra Divus Iulius del historiador romano Suetonio.
El epitafio del difunto en efecto era un resumen del elogio hecho visible y permanente, y podía incluir la carrera (cursus honorum) de un hombre que había ocupado cargos públicos. Al conmemorar hechos pasados, el elogio fue un precursor de la historiografía romana.

### Sacrificios
Después de que el cuerpo fuera llevado al cementerio, se realizaba un sacrificio en presencia del cadáver. Hasta la época de Cicerón, era costumbre ofrecer una cerda a Ceres, que también era una ofrenda característica a las deidades ctónicas. La víctima sacrificada fue luego asignada para el consumo entre los participantes. La porción para el difunto fue puesta en un asador y quemada con el cuerpo. La porción de Ceres era quemada en un altar. La familia comió la porción que se debía a la vida. Una familia de medios menores ofrecía una libación de vino, incienso, productos o granos; la asignación de estas ofertas no están registradas. Después de este reparto, el difunto había hecho la transición y ya no podía compartir las comidas de los dioses vivos y domésticos; ahora participaba de lo que era apropiado para los espíritus de los muertos, los Manes.

## Conmemoraciones

### Novendialis
En el noveno día después de la muerte de la persona, se organizaba la fiesta fúnebre y los ritos llamados novendialis o novemdialis. Una libación a los Manes era derramada en la tumba y con esto se concluía el período de luto completo.

### Festivales de los muertos
En febrero, el último mes del calendario romano original, cuando el 1 de marzo era el día de Año Nuevo, los muertos era honrados en un festival de nueve días llamado Parentalia, seguido por Feralia el 21 de febrero, cuando eran propicios los espíritus potencialmente malignos de los muertos. Durante el Parentalia, las familias se reunían en los cementerios para ofrecer comidas a los antepasados, y luego compartían vino y pasteles entre ellos. Las tumbas para familias adineradas y prominentes se construyeron como «casas», con una sala decorada para estas festividades de banquetes.

### Epitafios
Los epitafios son una de las principales clases de inscripciones. Un epitafio generalmente indica el día de nacimiento y la esperanza de vida de la persona. La información varía, pero normalmente ofrecen información sobre las relaciones familiares, los cargos políticos, y los valores romanos, al elegir qué aspectos de la vida del difunto hay que elogiar.
Las creencias filosóficas también pueden estar en evidencia. Los epitafios de los epicúreos a menudo expresaban alguna forma del sentimiento non fui, fui, non sum, non desidero , «no existí, existí, no existo, no siento deseo», o non fui, non sum, non curo, «no existí, no existo, no me preocupa».

## Arte funerario

### Imágenes

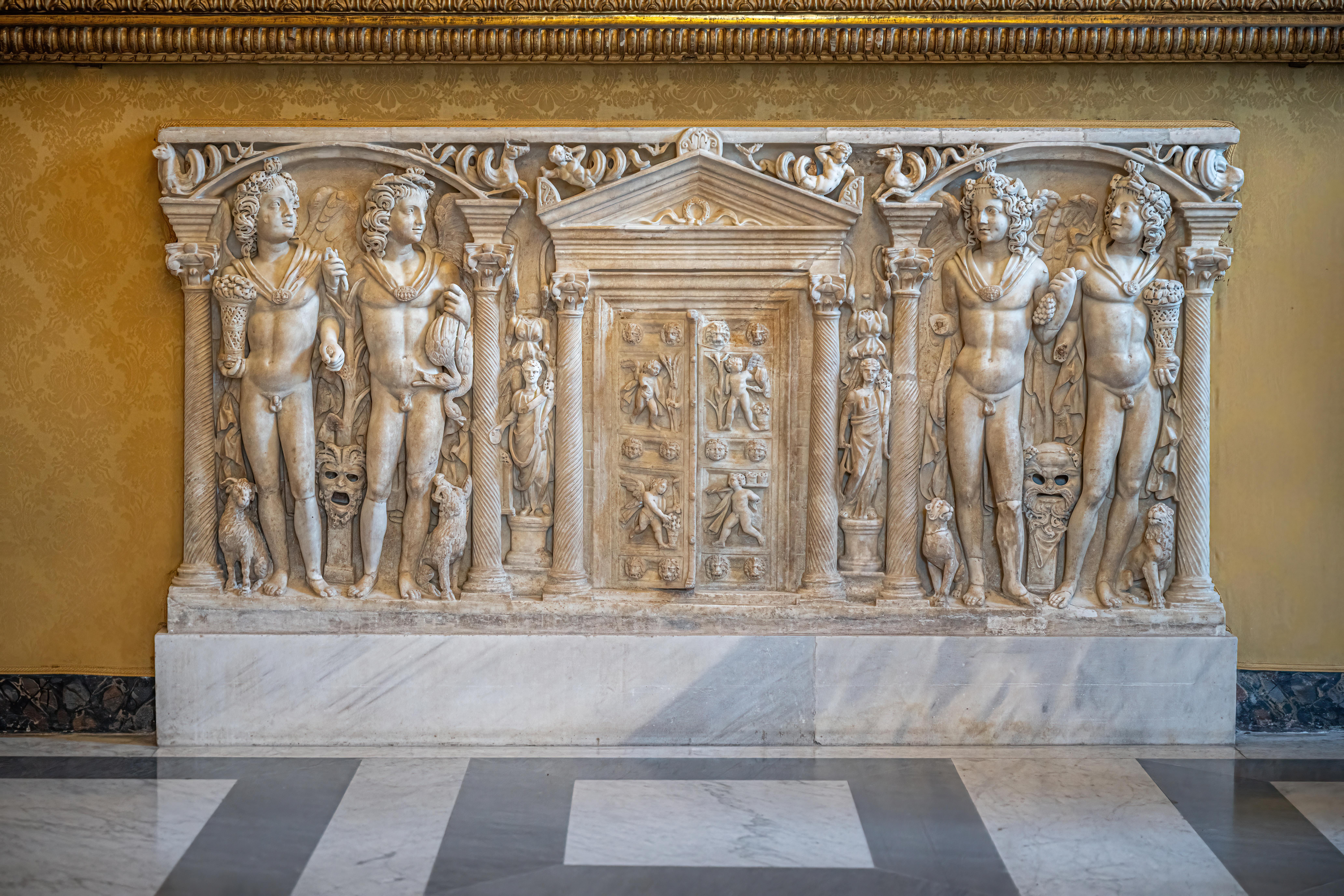
Panel en relieve en un sarcófago de mármol del, que representa las Cuatro Estaciones (Horas) y asistentes menores alrededor de la puerta al más allá

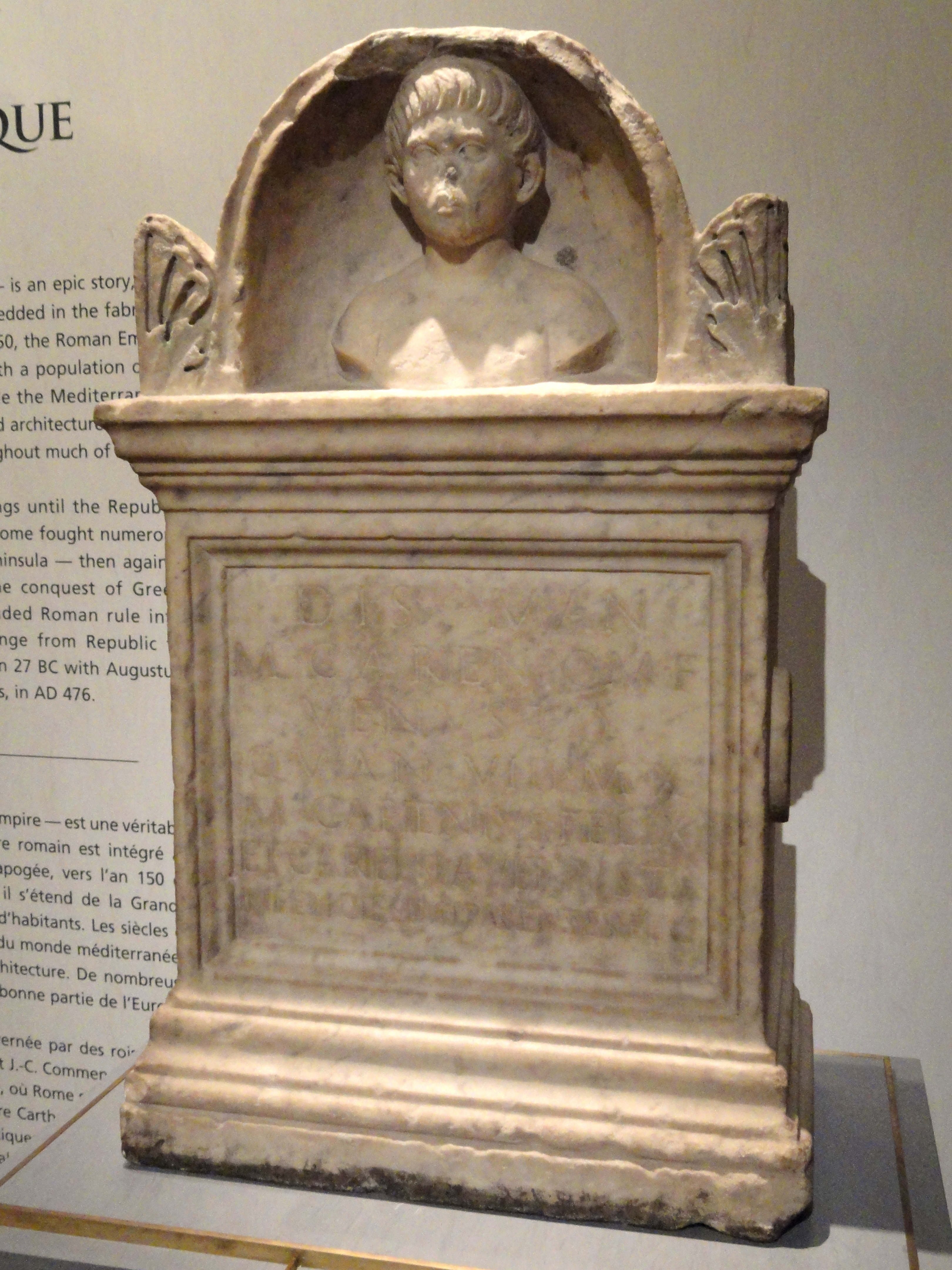
Altar funerario romano para un niño, finales del - Royal Ontario Museum

Las familias nobles romanas a menudo mostraban una serie de «imágenes» en el atrio de su hogar familiar. Existe cierta incertidumbre acerca de si estas «imágenes» fueron máscaras mortuorias, bustos, o ambos juntos. Las «imágenes» podrían organizarse en un árbol genealógico, con un título que resumieran los premios individuales (honores) y logros (res gestae), una costumbre que podía facilitarse colgando máscaras. En cualquier caso, también se exhibieron bustos de retratos de miembros de la familia en piedra o bronce en el hogar.
Las máscaras fúnebres probablemente estaban hechas de cera y posiblemente se moldearon como máscaras de muerte directamente del difunto. Fueron usadas en la procesión fúnebre por actores que eran dolientes profesionales o por miembros apropiados de la familia. Esta costumbre pudo haber variado por período o por familia, ya que las fuentes no brindan una solución coherente.
La exhibición de imágenes ancestrales en casas aristocráticas de la República y los funerales públicos están descritas por Plinio el Viejo, Historia Natural 35, 4-11.

### Sarcófagos
Las urnas funerarias en las que se colocaron las cenizas de los incinerados fueron gradualmente superadas en popularidad por el sarcófago a medida que la inhumación se hizo más común. Particularmente en los siglos II-IV, fueron a menudo decorados con relieves que se convirtieron en un vehículo importante para la escultura de la Antigua Roma. Las escenas representadas fueron tomadas de la mitología, creencias religiosas pertenecientes a los misterios, alegorías, historia o escenas de caza o festín. Muchos sarcófagos representan nereidas, criaturas marinas fantásticas y otras imágenes marinas que pueden aludir a la ubicación de las Islas de los Bienaventurados a través del mar, con un retrato del difunto en una concha de mar.
El sarcófago de un niño puede mostrar tiernas representaciones de la vida familiar, cupidos o niños jugando. Algunos sarcófagos pueden haber sido ordenados hacer durante la vida de la persona y hechos a medida para expresar sus creencias o estética. La mayoría fueron producidos en masa, y si contenían un retrato del difunto, como muchos lo hicieron, estaban con el rostro de la figura sin terminar hasta su compra. El sarcófago tallado sobrevivió a la transición al cristianismo, y se convirtió en el primer lugar común para la escultura cristiana, en obras como el sarcófago de Junio Baso de mediados del siglo IV.

### Altares funerarios
Muchos altares también presentan retratos de los fallecidos.
Extrapolado de la evidencia de epitafios y retratos en los altares, se puede concluir que los libertos y sus descendientes con mayor frecuencia encargaban altares funerarios en Roma, personas que eran maestros, arquitectos, magistrados, escritores, músicos, etc. La práctica de erigir altares funerarios romanos está vinculada a la tradición de construir altares votivos para honrar a los dioses. Debido a la aceptación de que los altares actúan como un símbolo de reverencia, se cree que los altares funerarios se utilizaron para heroizar al difunto. Los altares funerarios difieren de los altares votivos que honraron a los dioses, porque no fueron receptores de sacrificios de sangre. Al tener una apariencia similar a los altares votivos, el simbolismo de la reverencia de un sacrificio fue implícito, por lo tanto, transmitiendo el debido respeto a los muertos. Aunque tenían diferentes significados, los dos tipos de altares se construyeron de forma similar, tanto sobre el suelo como en forma redonda o rectangular. La función de estos altares era o para albergar las cenizas de los muertos o simplemente para conmemorar simbólicamente la memoria del difunto. A menudo, se construyeron altares funerarios para mostrar las vasijas que contenían las cenizas y los huesos quemados del difunto. Estas urnas de cenizas fueron colocadas en profundas cavidades de los altares que luego fueron cubiertos con una tapa. Otras veces, hubo una depresión en el altar en la que se podían verter libaciones; algunos altares funerarios romanos fueron provistos de tuberías para que estas libaciones pudieran «nutrir» los restos. Menos comúnmente, el cuerpo del difunto fue colocado en el altar. Mientras que algunos altares contenían restos del difunto, la mayoría de los altares no tenían ninguna función práctica y únicamente fueron erigidos para conmemorar a los muertos.

## Tumbas

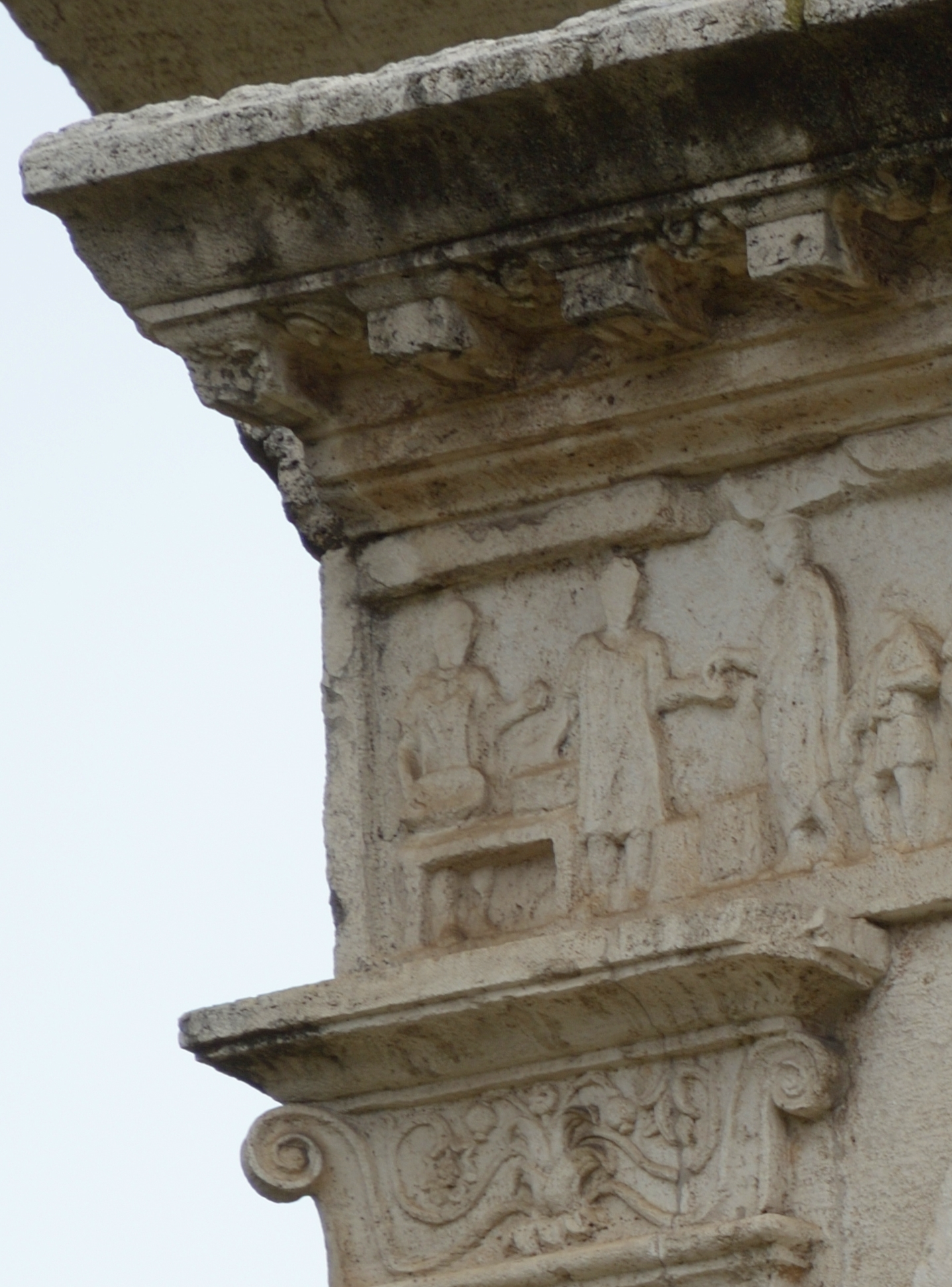
Detalle de la tumba del Panadero

La antigua Roma se ha convertido en un sitio de excavación conocido por sus extravagantes cementerios. En general, los plebeyos y las familias adineradas de Roma fueron enterrados en los mismos cementerios; los ricos, sin embargo, tenían tumbas más elaboradas, generalmente se tallaban de la roca madre y tenían forma rectangular. Estas tumbas rectangulares se asemejaban a la estructura de la casa del romano contemporáneo, con puertas y muchas cámaras diferentes. De estas cámaras, una de ellas fue utilizada para celebrar la ceremonia conmemorativa de los muertos. Durante esta ceremonia, la familia del fallecido se reunía y cenaba. Se utilizaron otras cámaras para guardar todo lo que se consideraba necesario para la persona que estaba en reposo, incluidos los retratos de los difuntos y toda la parafernalia necesaria para la ceremonia conmemorativa que estaba por llegar.
Las familias adineradas y prominentes tenían grandes, a veces enormes, mausoleos. El Castillo de Sant'Angelo en Roma, originalmente el Mausoleo de Adriano, es el mejor conservado, ya que se convirtió en una fortaleza. La Tumba de los Escipiones era la tumba familiar de los Escipiones, ubicada en un cementerio aristocrático, y en uso desde el siglo III a. C.. hasta el siglo I. Un gran mausoleo podía incluir dormitorios y cocinas para visitas familiares, que albergarían también fiestas. Para la clase media adinerada, los mausoleos, más pequeños, se alineaban en las carreteras de las ciudades, muchas de las cuales permanecen en las Tumbas de la Vía Latina, a lo largo de la Vía Apia y en otros lugares. La tumba del Panadero es una tumba famosa y originalmente muy ostentosa en un lugar privilegiado justo afuera de la Porta Maggiore, erigida para un rico panadero liberto alrededor del 50-20 a. C. Las tumbas de Petra, en el extremo este del Imperio, están cortadas en acantilados, algunas con elaboradas fachadas en estilo «barroco» del período imperial. Los menos ricos se conformaron con tumbas más pequeñas, a menudo con bustos de relieve sobre una larga inscripción. Más barato eran las Catacumbas de Roma, famosas por los cristianos, pero también por todas las religiones, con cierta especialización, como las secciones especiales judías. Estas catacumbas eran grandes sistemas de túneles estrechos debajo de Roma, donde los nichos se vendían a las familias de los fallecidos en un comercio muy rentable, aunque bastante maloliente. La decoración incluye pinturas, muchas de las cuales han sobrevivido. El exterior de la tumba se parecía a la de un jardín. Hermosas flores y plantas adornaban el exterior y las hacían más favorecedoras a la vista. Probablemente se inició la tradición de llevar flores a la tumba de un ser querido. También se agregaron otros artículos en el exterior de las tumbas de los ricos para hacerlo más decorativo. La cámara funeraria del difunto estaba sobre el suelo y contenía las reliquias más importantes para el difunto romano.
En la época cristiana, se deseaba que se fuera enterrado cerca de la tumba de un famoso mártir, y se abrían grandes salas funerarias sobre tales tumbas, que a menudo estaban debajo de una catacumba. Estas contenían hileras de tumbas, pero también espacio para comidas para la familia, ahora probablemente son vistas como fiesta de ágapes. Muchas de las grandes iglesias romanas comenzaron como funerarias, que originalmente eran empresas privadas; la familia de Constantino I poseía la que estaba sobre la tumba de Santa Inés de Roma, cuyas ruinas están al lado del mausoleo de Santa Constanza, en origen un mausoleo de la familia Constantiniana que formaba un ábside en la sala.

## Funerales militares y entierro

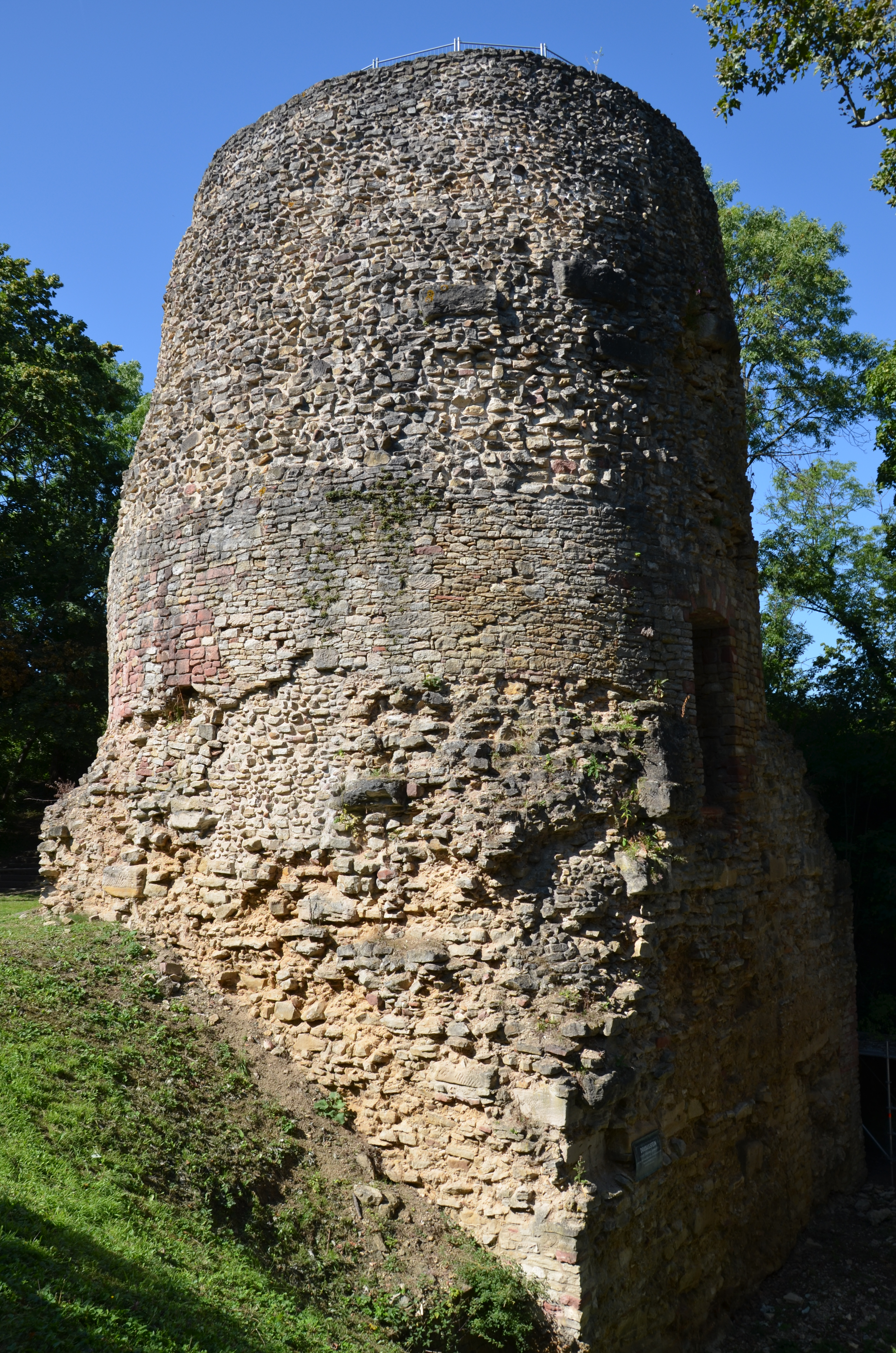
El cenotafio de Druso, una tumba vacía levantada por las tropas romanas en el año 9 aC., para conmemorar al difunto general Druso

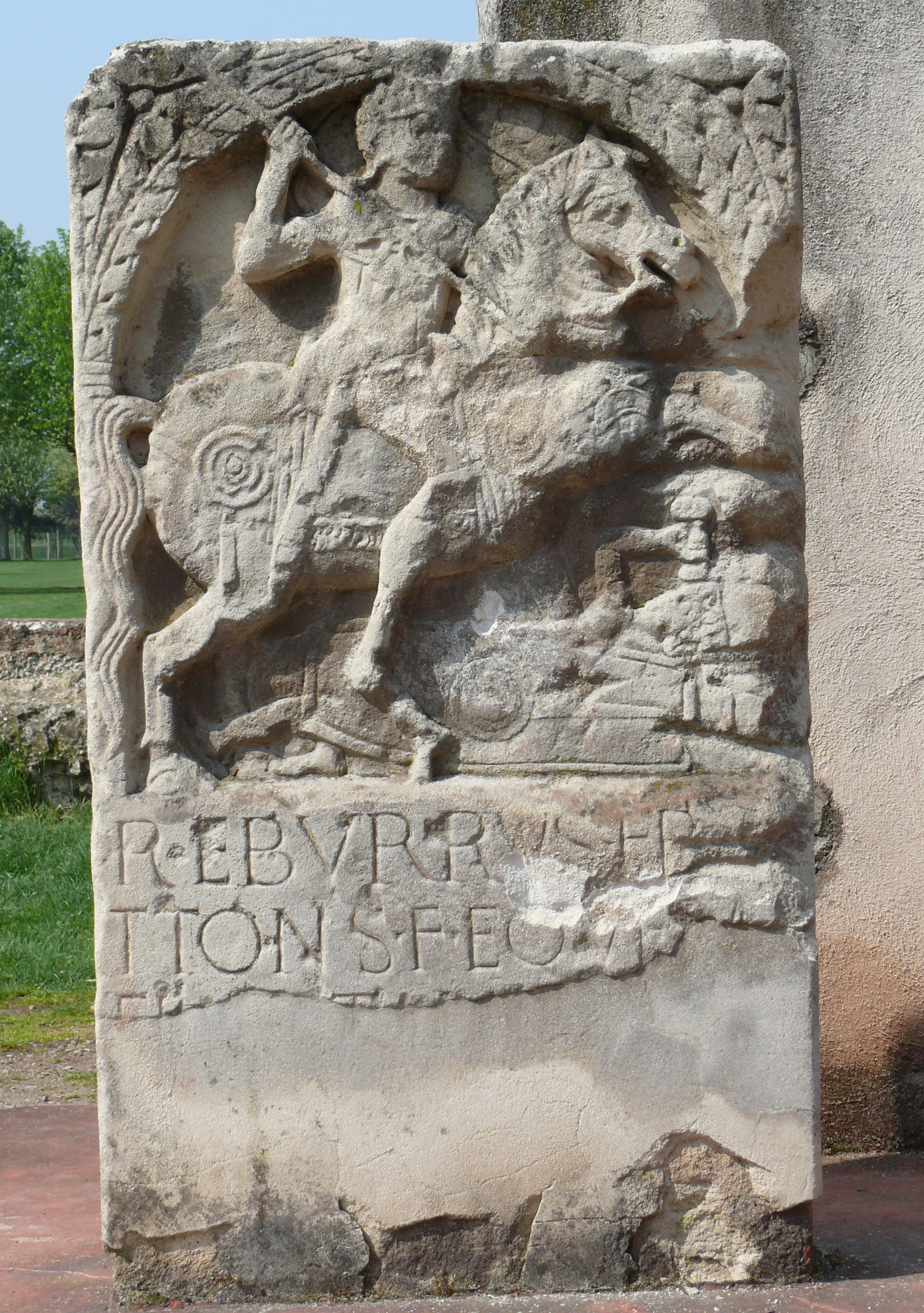
Estela de un auxilia de la caballería germana., Xanten

«El culto a los muertos», se ha dicho: «fue particularmente importante para los hombres cuya profesión los expuso a una muerte prematura». El valor romano de las pietas abarcaba el deseo de los soldados de honrar a sus camaradas caídos, aunque las condiciones de la guerra podían interferir con la celebración oportuna de los ritos tradicionales. Los soldados que fallecían en batalla en suelo extranjero con hostilidades continuas probablemente fueron sometidos a una cremación o entierro en masa. En circunstancias menos urgentes, podían ser incinerados individualmente, y sus cenizas colocadas en un recipiente para el transporte a un sitio de enterramiento permanente. Cuando el ejército romano bajo el mando de Publius Quinctilius Varus sufrió una desastrosa derrota en la Batalla del bosque de Teutoburgo en el siglo I, permanecieron sin conmemorar hasta que Germanicus y sus tropas ubicaron el campo de batalla unos años después e hicieron un montículo funerario para sus restos.
En las guarniciones permanentes del Imperio, una porción de la paga de cada soldado se apartó y se combinó para gastos funerarios, incluida la comida ritual, el entierro y la conmemoración. A los soldados que morían por enfermedad o por un accidente durante las rutinas normales de la vida se les dio los mismos ritos que en la vida civil. Las primeras asociaciones funerarias para soldados se formaron bajo Augusto; las sociedades funerarias habían existido para los civiles mucho antes. Los veteranos pagaban en un fondo al abandonar el servicio, asegurando un entierro digno por membresía en una asociación para tal fin.

### Estelas militares
El monumento funerario más común para los soldados romanos fue el de las estelas, una piedra humilde, sin adornos, cortada en forma de rectángulo. El nombre, el rango y la unidad del difunto se inscribían en la piedra, así como su edad y sus años de servicio en el ejército romano. El nombre del patrocinador, por lo general un heredero o un familiar cercano, podría inscribirse cerca de la parte inferior de las estelas si así lo deseaba. Uniforme en su naturaleza, el estilo consistente de estas lápidas reflejaba la naturaleza ordenada y sistemática del ejército mismo.  Cada lápida era un testimonio de la fuerza y la persistencia del ejército romano, así como de los soldados individuales. En algunos casos únicos, las lápidas militares estaban adornadas con esculturas. Estos tipos de lápidas generalmente pertenecían a miembros de las unidades auxiliares en lugar de unidades legionarias.  La principal diferencia entre las dos unidades fue la ciudadanía. Mientras que los soldados legionarios eran ciudadanos de Roma, los soldados auxiliares provenían de provincias del Imperio. Los soldados auxiliares tuvieron la oportunidad de la ciudadanía romana después de su licenciatura. Las lápidas sirvieron para distinguir a los romanos de los no romanos, y para hacer cumplir la jerarquía social que existía dentro de las legiones militares. Para los hombres que murieron en la batalla, la construcción de lápidas adornadas fue un intento final de romanización. En las lápidas de los auxiliares, a menudo se representan hombres a caballo, lo que denota el valor y el heroísmo de los soldados de caballería auxiliares.
En algunos casos, los herederos u otros miembros de la familia comisionaron la construcción de cenotafios para los soldados perdidos: monumentos funerarios que conmemoraban a los muertos como si el cuerpo hubiera sido encontrado y regresado a casa.
Los monumentos funerarios militares de África romana adoptan formas progresivamente más sustanciales: estelas en el siglo I, altares en el segundo y cúpulas (montículos) en el tercero. Las tumbas a menudo se agrupaban en cementerios militares a lo largo de las carreteras que conducían fuera del campamento. Un centurión podría ser lo suficientemente acomodado como para construir un mausoleo.

## Inframundo

### Religión
Las descripciones estándar de la mitología romana describen al alma como inmortal, y juzgada en la muerte ante un tribunal en el inframundo, con aquellos que hicieron el bien siendo enviados a los Campos Elíseos y aquellos que hicieron el mal enviados al Tártaro.
No está claro cuán antiguas eran esas creencias, ya que parecen influidas por la mitología griega y los cultos de misterio. Los misterios continuaron bajo Roma y parecen haber prometido la inmortalidad para los iniciados. Las formas conocidas de la religión esotérica combinan la mitología y la astrología romanas, egipcias y de Oriente Medio, y describen el progreso de sus iniciados a través de las regiones de la luna, el sol y las estrellas. Los no iniciados o sin virtudes quedaban atrás, y el inframundo se convirtió únicamente en un lugar de tormento. Las representaciones comunes de la vida futura de los bendecidos incluyen descanso, un banquete celestial y la visión de Deus o Júpiter.

### Filosofía
La corriente principal de la filosofía romana, como los estoicos, abogó por la contemplación y la aceptación de lo inevitable de la muerte de todos los mortales. «Es necesario que algunos se queden y que otros vayan, todo el tiempo regocijándose con aquellos que están con nosotros, sin embargo, no llorando por los que se van». Afligirse amargamente es dejar de percibir y aceptar la naturaleza de las cosas. Famoso, Epicteto alentó la contemplación de los seres queridos como un «frasco» o «copa de cristal» que podía romperse y ser recordado sin molestar al espíritu, ya que «amas a un mortal, algo que no es tuyo. Se te ha dado por el presente, no inseparablemente ni para siempre, pero como un higo ... en una estación fija del año. Si lo anhelas en el invierno, eres un tonto». No hubo un consenso real, al menos entre los textos y epitafios romanos sobrevivientes, de lo que le sucedía a una persona después de la muerte o la existencia de una vida futura. Plinio el Viejo en su Historia Natural afirma que la mayoría de la gente opinaba que después de la muerte uno regresa al estado no sensible que ocurrió antes del nacimiento, pero admite, aunque con desdeño, que hay personas que creen en la inmortalidad del alma. Séneca el Joven parece ser menos consistente, argumentando ambas partes, indicando que la muerte produce la aniquilación total, al mismo tiempo que habla de la supervivencia del espíritu después de que escapa de la prisión del cuerpo. Tácito al final de Agrícola toma la opinión contraria a Plinio, y afirma que los sabios creen que el espíritu no muere con el cuerpo, aunque puede estar refiriéndose específicamente a los piadosos.